# Fonte de água benta

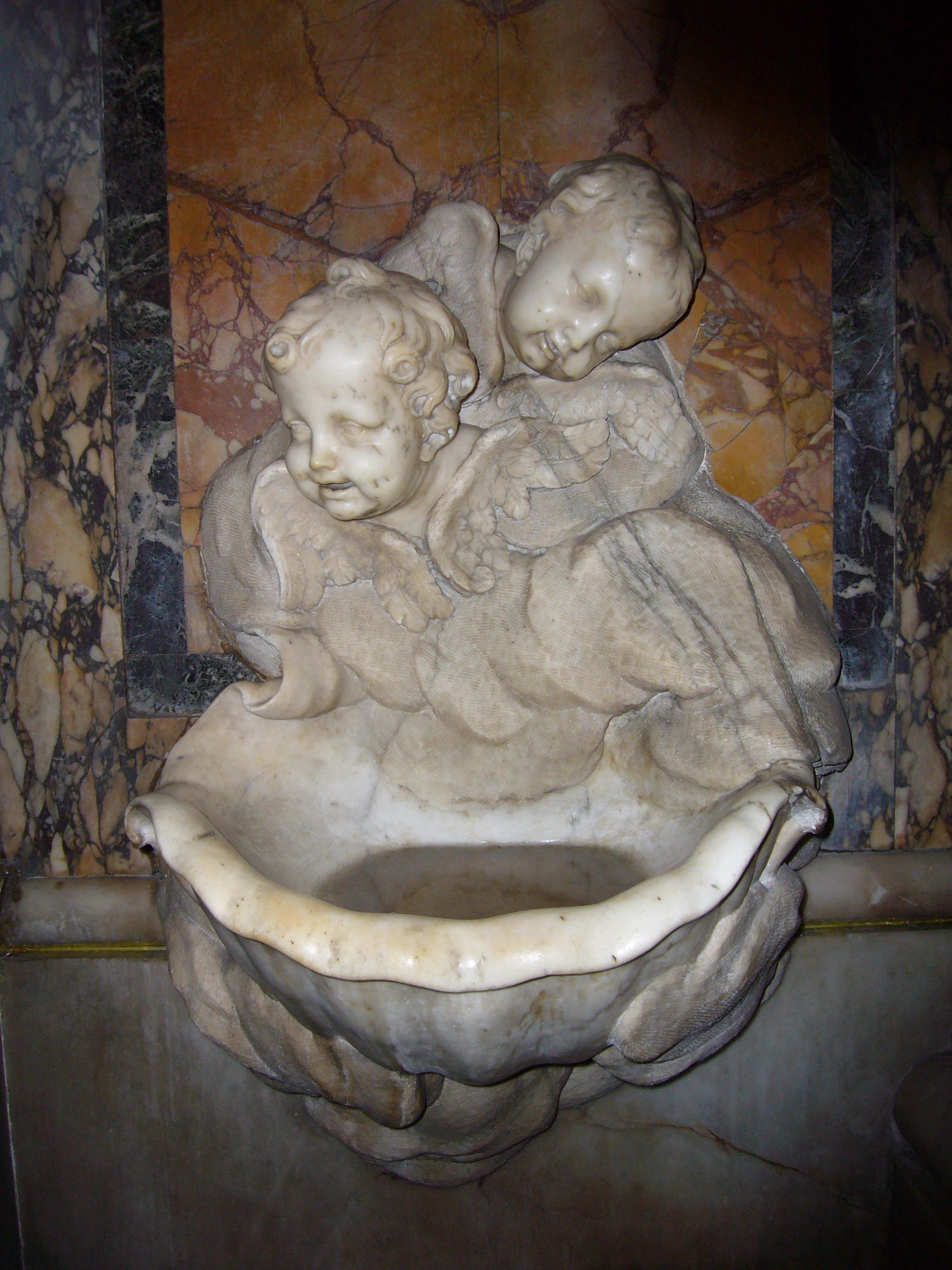
Fonte de água benta em Roma, Itália

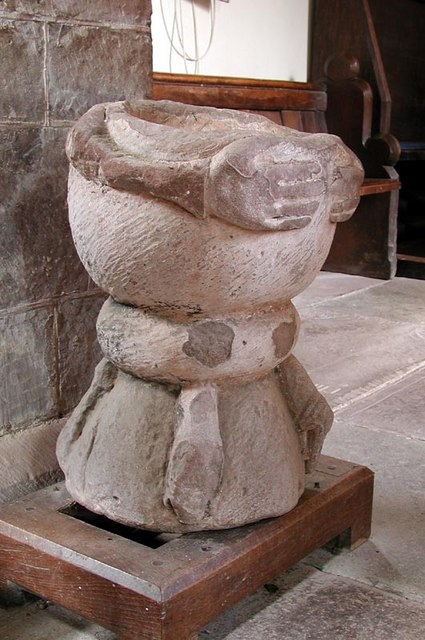
Stoup esculpido na entrada da Igreja de St Mary e St David, Kilpeck, Inglaterra

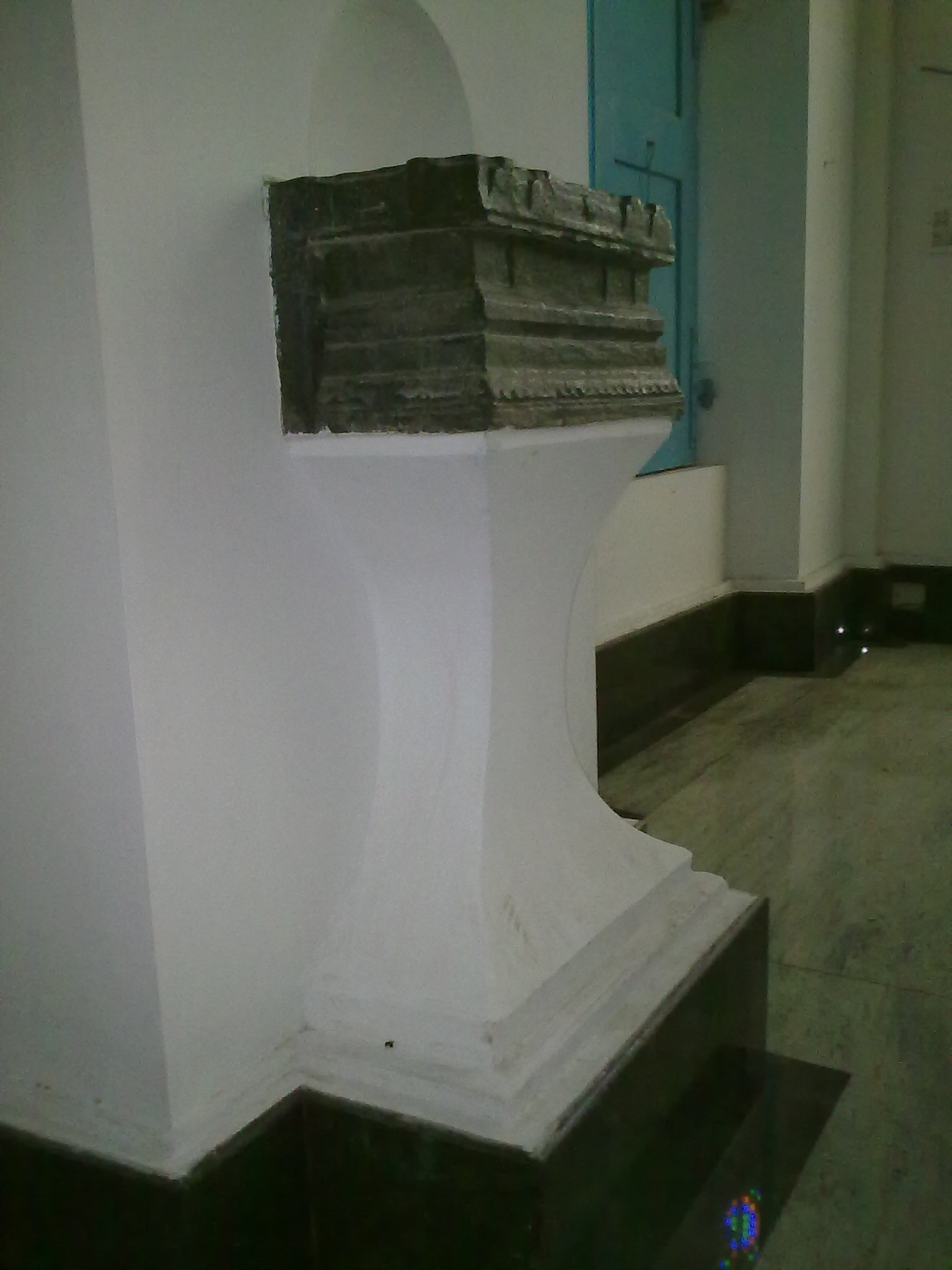
Um estilo indiano esculpido na Catedral da Imaculada Conceição, Pondicherry, Índia

Uma fonte de água benta é um recipiente contendo água benta que geralmente é colocado perto da entrada de uma igreja. Muitas vezes é colocado na base de um crucifixo ou representação religiosa. É usado na Igreja Católica, Igrejas Anglicanas e algumas igrejas Luteranas para fazer o Sinal da Cruz usando a água benta na entrada da igreja. A água benta é abençoada por um padre ou diácono, e muitos cristãos acreditam que seja um lembrete das promessas batismais.